# Tommy Duncan
Tommy Duncan (11 de enero de 1911-25 de julio de 1967) fue un cantante y compositor estadounidense, que trabajó con el estilo musical Western swing y que logró la fama en la década de 1940 como miembro fundador del grupo The Texas Playboys.

## Biografía

### Primeros años
Su verdadero nombre era Thomas Elmer Duncan, y nació en una granja cercana a Whitney, Texas, en el seno de una empobrecida familia numerosa dedicada a la agricultura. Tenía trece hermanos. A los trece años abandonó el hogar familiar para trabajar en la granja de un primo, y en 1932 se ganaba la vida como músico callejero en Fort Worth, Texas. 
Ese año ganó una prueba frente a otros 64 cantantes, gracias a la cual se unió a los Light Crust Doughboys, una popular banda local en la que Bob Wills tocaba el fiddle. Como era común en la época, los Doughboys actuaron en un show radiofónico bajo el patrocinio de un negocio local, la empresa Light Crust Flour. Duncan rápidamente causó sensación, tanto en el show y en los bailes como en otras actuaciones.

### Bob Wills y The Texas Playboys
Cuando Wills decidió formar un grupo independiente, él y Duncan se convirtieron en el núcleo de The Texas Playboys. Duncan tenía un repertorio y un estilo de canto versátiles, y era ideal para el tipo de música de baile que Wills interpretaba y grababa. Cantó desde baladas y folk hasta pop, Tin Pan Alley, y canciones Broadway y cowboy, y llegó a memorizar las letras y las melodías de más de 3.000 canciones. Además, Duncan era un instrumentista capaz de tocar piano, guitarra y bajo.
Como letrista, contribuyó a la creación del tema "New San Antonio Rose" (1940). La grabación, con Duncan cantando, vendió tres millones de copias para Columbia Records. 
Duncan se casó, pero a los pocos años su esposa enfermó de cáncer y falleció. Irónicamente, sus primeros ingresos por derechos de autor gracias a "Time Changes Everything" se destinaron a cubrir los gastos del funeral. 
Tras una década de éxitos musicales, Duncan fue el primer miembro de la banda de Wills en alistarse voluntariamente tras el bombardeo de Pearl Harbor. Su servicio duró menos de un año, pues fue licenciado por motivos médicos, reuniéndose de nuevo con Wills en 1944. 
Junto a Wills y otros miembros de los Playboys actuó en varios filmes, entre ellos Bob Wills and His Texas Playboys (1944), Rhythm Roundup (1945), Blazing the Western Trail (1945), Lawless Empire (1945) y Frontier Frolic (1946). 
Duncan y Wills escribieron diferentes temas, como "New Spanish Two Step" (1945), "Stay A Little Longer" (1945), "Cotton-Eyed Joe" (1946) y "Sally Goodin" (1947). Uno de los temas más destacados del género western swing, "Bubbles in My Beer", se compuso tras una reunión informal con la compositora Cindy Walker. "Faded Love" aparte, canción cantado por Rusty McDonald, las grabaciones de los Texas Playboys que fueron un éxito tenían a Duncan como cantante, lo que cimentó su estatus como el mejor vocalista de Wills.
Hubo rumores sobre el presunto alcoholismo de Duncan, pero parece ser que los mismos derivaban de la envidia profesional. De hecho, Duncan fue admirado por contemporáneos como Tex Ritter, Tex Williams, Teddy Wilds, Hank Penny y Ole Rasmussen.

### Últimos años
En 1948, el alcoholismo de Wills estaba fuera de control, según Duncan. Wills a menudo faltaba en las actuaciones del grupo. En 1948, tras una serie de actuaciones sin Wills, surgieron diferencias entre ambos, siendo Duncan finalmente despedido.
Entonces prganizó otra banda de Western swing llamada Tommy Duncan and His Western All Stars, en la que actuaba su hermano Glynn. En el momento de su mayor fama, Duncan y su grupo actuaron en el western de 1949 South of Death Valley, film protagonizado por Charles Starrett y Smiley Burnette. Sin embargo, los gustos musicales cambiaban, y la asistencia a los bailes de los Western All Stars era cada vez menor, por lo que antes de dos años la banda se disolvió. 
Entre 1959 y 1961, Duncan volvió a grabar y a hacer giras con Wills, reavivando parte de su antiguo éxito. Pero al volver de nuevo Wills a la bebida, Duncan se dedicó a hacer actuaciones personales con diferentes grupos. La banda de Wills ya no llegó a conseguir la misma grandeza obtenida junto a Duncan, y los esfuerzos en solitario del cantante palidecían en comparación al resultado obtenido junto a Wills. 

### Fallecimiento
Duncan, que estaba aquejado de problemas cardiacos, falleció en un motel en San Diego (California) tras actuar en Imperial Beach (California) el 24 de julio de 1967. La causa fue una enfermedad cardiaca, según el juez de instrucción. Fue enterrado cerca de Merced (California).

## Influencias
Sus primeras influencias como cantante le llegaron de Jimmie Rodgers, Bing Crosby, Emmett Miller y otros músicos de country y blues.
La reputación de Duncan fue la de ser un Bing Crosby montañés que nunca comprometió su estilo para ser más famoso o más comercial. Sólo o junto a Wills, influenció en artistas como Elvis Presley, Ray Price, Willie Nelson, Waylon Jennings, Roy Orbison, Merle Haggard, Buddy Holly, Red Steagall, George Strait, Clint Black, Randy Travis, y Garth Brooks. 
Como miembro de The Texas Playboys, fue admitido en el Salón de la Fama del Rock en 1999. 